# Buenos Aires 2060
Buenos Aires 2060 fue una serie televisiva argentina emitida por el Canal de la Ciudad en el año 2015, conducida por el periodista Diego Morán, la producción general de Javier Barbis y Patricia Pinella para La Guardia Producciones y la realización de Diego Schiariti. El programa plantea fundamentar y registrar la evolución de la capital argentina, Buenos Aires, y luego planificar la ciudad deseada.
La conducción del periodista se centra en una búsqueda permanente de esa idea de ciudad y la contrasta de manera efectiva a cada paso y en cada obra de infraestructura terminada o en proceso; haciendo referencia clara y didáctica a la problemática que resuelve y/o los beneficios que representa para los habitantes de la ciudad.

## Origen del programa
El programa se origina a partir del plan maestro del Ministerio de Desarrollo Urbano del Gobierno de la Ciudad de Buenos Aires. En los 24 minutos de cada capítulo queda planteada la idea general de la ciudad hacia la que se avanza pero sin descuidar los orígenes.

## Capítulos

#### Capítulo 1: ¿Cómo fueron los comienzos de Buenos Aires?
El abordaje temático comienza con el planteo retrospectivo del porqué de la ciudad del siglo XXI, contando los orígenes desde que se fundó y cómo fue cambiando su perfil según las influencias de las distintas épocas, las fisiones culturales, y los planes de muchos gobiernos.

#### Capítulo 2: La transformación de Buenos Aires
Se analiza el planteo de la ciudad moderna en las primeras décadas del siglo XX cuando pasó a ser una gran capital mundial. La ciudad emblemática de la "Argentina Potencia" y los grandes rascacielos, cómo la ciudad se expandió junto con el crecimiento del subterráneo y el tranvía; y cómo se transformó en una gran metrópoli.

#### Capítulo 3: ¿Cómo planear una ciudad?
En este capítulo, el presentador comienza su recorrido en el puerto de Buenos Aires para continuar en uno de los edificios más modernos de la ciudad, la nueva sede de gobierno diseñada por el arquitecto inglés Norman Foster. Al mismo tiempo, se plantea un adecuado aprovechamiento de la movilidad urbana, trasladándose en el sistema público de bicicletas. Y por último, se sube al lugar más alto de la ciudad para diagramar la expansión de nuevos barrios.

#### Capítulo 4: Organizar una ciudad portuaria
En este capítulo, Diego Morán recorre la ciudad para mostrar cómo la organización y planificación de la misma son claves para alcanzar un futuro sustentable. Pensar en Buenos Aires como una ciudad portuaria por excelencia es fundamental a la hora de planificar la logística de la ciudad, y por eso nos muestra cómo se organiza el tránsito en una mega urbe como Buenos Aires.

#### Capítulo 5: Mega construcciones
Una ciudad integrada es clave para el futuro, por eso en este capítulo recorre el sur de la ciudad y muestra cómo se construye una nueva estación del Subte de Buenos Aires, una mega obra en ingeniera que sucede a 50 metros bajo tierra. También recorre el Metrobús Sur, que conecta el sur con las principales arterias de la ciudad. Termina su recorrido contando cómo se construye otra de las obras de ingeniera más importantes, el techado del Parque Roca, el primer estadio con techo corredizo en el país.

#### Capítulo 6: Teatros - Restauración y puesta en valor
Buenos Aires es la ciudad con más teatros en el mundo, y cuenta en su acervo cultural con el Teatro Colón, considerado como el teatro con la mejor acústica del mundo. En este capítulo se muestra cómo es el backstage, pero además cuenta cómo lograron su puesta en valor sin alterar lo más valioso que tiene, su acústica.

#### Capítulo 7: ¿Cómo vivir sin miedo a la lluvia?
El cambio climático afectó los patrones de lluvias y esto obligó a las ciudades a adaptarse y pensar nuevas soluciones. En este capítulo se trata de averiguar cómo la ciudad se prepara para afrontar los nuevos desafíos que impone el cambio climático. En busca de respuestas, desciende a un sumidero para mostrar cómo funciona el sistema de desagüe de la ciudad, se entrevista con una de las principales científicas en cambio climático del país y nos muestra cómo se construye una estación de bombeo, algo así como una gran compuerta que regula la entrada y salida de agua. Termina el recorrido en el reservorio de Parque Sarmiento, un lugar capaz de albergar miles de litro de agua para mitigar los efectos de las lluvias abundantes.

#### Capítulo 8: La ciudad como un oasis
La ciudad ideal no puede más que ser verde, o, lo más verde posible. En este capítulo primero cuenta cómo funciona una estación que monitorea la calidad del aire de la ciudad  para luego recorrer un nuevo barrio, una vieja zona usurpada de Villa Urquiza que ahora es pensada con un nuevo concepto de vecindario y la construcción de una  nueva escuela con un diseño bioambiental y sustentable.

#### Capítulo 9: Pasajeros en tránsito
Millones de personas se desplazan todos los días por la ciudad, por lo que la organización del transporte es clave a la hora pensar en el futuro. Por eso, en este capítulo se muestra cómo se planifica  la circulación, y la mejor manera de agilizar el tránsito. Su recorrido incluye desde la construcción de nuevos pasos a nivel a un proyecto de mega ingeniería de transporte, el RER, el proyecto más importante de la historia de la Ciudad, que enlazará las líneas ferroviarias que vienen desde el sur, norte y desde el oeste. Además, cuenta cómo se construye una nueva terminal de ómnibus en la zona sur de la ciudad que se enlazará con un nuevo distribuidor que conecta 4 autopistas.

#### Capítulo 10: Recuperación de espacios verdes
En este capítulo se muestra cómo es el proceso de limpieza del Riachuelo, uno de los ríos más contaminados del mundo.

#### Capítulo 11: Un nuevo comienzo
La integración urbanística y social de una ciudad es clave a la hora de pensar en el futuro de la misma. En este capítulo, se recorre un nuevo espacio urbano, el Barrio Parque Donado-Holmberg, una zona antes usurpada que cambia el perfil para revalorizar la zona. El recorrido sigue en el sur de la ciudad con un proyecto destinado a recuperar el tejido urbano y la integración a partir de la recuperación del espacio público

#### Capítulo 12: La ciudad deseada
En este capítulo, a modo de conclusión, el presentador vuelve a recorrer la ciudad en busca de las pistas de la ciudad del futuro. Es la culminación de una largo recorrido que llevó a indagar acerca de lo que será capaz Buenos Aires de convertirse, transformarse, adaptarse, mejorarse, para seguir siendo lo que fue y es hoy en día, una de las ciudades más cosmopolitas del mundo.